# Liste der Baudenkmäler in Moosbach (Oberpfalz)
Auf dieser Seite sind die Baudenkmäler in dem Oberpfälzer Markt Moosbach zusammengestellt. Diese Tabelle ist eine Teilliste der Liste der Baudenkmäler in Bayern. Grundlage ist die Bayerische Denkmalliste, die auf Basis des Bayerischen Denkmalschutzgesetzes vom 1. Oktober 1973 erstmals erstellt wurde und seither durch das Bayerische Landesamt für Denkmalpflege geführt wird. Die folgenden Angaben ersetzen nicht die rechtsverbindliche Auskunft der Denkmalschutzbehörde.
 Die Liste gibt den Fortschreibungsstand vom 3. Juli 2018 wieder und umfasst 49 Baudenkmäler.

## Baudenkmäler nach Ortsteilen

### Moosbach
| Lage                                        | Objekt                                     | Beschreibung | Akten-Nr.     | Bild           |
| ------------------------------------------- | ------------------------------------------ | --- | ------------- | -------------- |
| Burgtreswitzer Straße 5 (Standort)          | Bauernhaus                                 | Eingeschossiger Halbwalmdachbau mit geohrtem Granitportal, erste Hälfte Jahrhundert. | D-3-74-137-3  | weitere Bilder |
| Friedhofgasse (Standort)                    | Friedhof                                   | Grabplatte, Granit, 16./17. Jahrhundert; in Friedhofsmauer eingelassen; Friedhofskreuz, Gusseisen, auf Granitsockel, um 1900; Grabstein Mühlhofer, Granit, neugotisch, bezeichnet mit „1885“; Grabstein Seyler, obeliskartiger Aufbau mit Schlangenkugel, Granit, bezeichnet mit „1839“; Grabstein Decker, Gusseisenkruzifix mit Schrifttafel, auf Granitsockel, zweite Hälfte 19. Jahrhundert; drei Gusseisen-Grabkreuze mit Strahlenkränzen und Schrifttafeln, erste Hälfte 19. Jahrhundert; beim Eingang an der Leichenhalle; Kriegerdenkmal, Werksteinskulptur eines liegenden Gefallenen auf Unterbau, in rechteckiger eingefriedeter Anlage mit Bronzekruzifix auf Mauersockel, 1920er Jahre. | D-3-74-137-10 | weitere Bilder |
| Friedhofgasse (Standort)                    | Heiligenfigur                              | Heiliger Johannes von Nepomuk, ehemalige Brunnenfigur, Granit, wohl Mitte 18. Jahrhundert; in moderner Anlage. | D-3-74-137-11 | Heiligenfigur  |
| Hauptstraße 23 (Standort)                   | Hausfigur heiliger Florian                 | Holz, farbig gefasst, 19. Jahrhundert. | D-3-74-137-6  | weitere Bilder |
| Hauptstraße 25 (Standort)                   | Hausfigur heiliger Wendelin                | Holz, farbig gefasst, 19. Jahrhundert. | D-3-74-137-7  | weitere Bilder |
| Hauptstraße 27/29 (Standort)                | Dreiseithof                                | Wohnhaus, eingeschossiger Halbwalmdachbau, Mitte 19. Jahrhundert, im Kern 17./18. Jahrhundert; Nebengebäude mit Stadel, eingeschossiger Schopfwalmdachbau, zum Teil Holzständerwerk mit Verbretterung, wohl Mitte 19. Jahrhundert; Hofmauer, Bruchsteinmauer mit zwei rundbogigen Toröffnungen, 19. Jahrhundert; Wegkreuz, Gusseisenkruzifix auf gestuftem Granitsockel mit Inschrift, bezeichnet mit „1925“. | D-3-74-137-8  | weitere Bilder |
| Hauptstraße 39 (Standort)                   | Steinkreuz                                 | Granit, mit Relief des Gekreuzigten, auf gestuftem Postament, wohl 16. Jahrhundert. | D-3-74-137-12 | Steinkreuz     |
| Keckling; Eslarner Straße; Friedhofgasse () | Felsenkeller                               | Reihe von zwölf Felsenkellern, in den Fels gehauene Vorratsräume, mit Bruchstein- und Ziegelgewölben, Eingänge mit Granitgewänden, wohl erste Hälfte 19. Jahrhundert. Nicht nachqualifiziert, im Bayerischen Denkmal-Atlas nicht kartiert. | D-3-74-137-14 | weitere Bilder |
| Marktplatz 3; Schulstraße (Standort)        | Katholische Pfarrkirche St. Peter und Paul | Saalkirche mit Satteldach und eingezogenem, fünfseitig geschlossenem Chor, Flankenturm mit Spitzhelm, nach Brand 1848 neu errichtet; mit Ausstattung; Kreuzigungsgruppe, Holzkruzifix mit Beifiguren trauernde Muttergottes und Maria Magdalena, Holz, farbig gefasst, 19. Jahrhundert. | D-3-74-137-1  | weitere Bilder |
| Raiffeisenstraße 8 (Standort)               | Hausfigur Christus an der Geißelsäule      | Holz, farbig gefasst, wohl 18. Jahrhundert. | D-3-74-137-9  | weitere Bilder |
| Pointen (Standort)                          | Wegkreuz                                   | Gusseisenkruzifix, auf Granitsockel mit Stufenpostament, um 1900. | D-3-74-137-15 | Wegkreuz       |
| Zellerhof 1 (Standort)                      | Bildstock                                  | Polygonaler Granitschaft, Laterne mit Scheitelzinne und rechteckigem Bildfeld, darauf kleines Gusseisenkruzifix, zweite Hälfte 19. Jahrhundert. | D-3-74-137-13 | weitere Bilder |

### Burgtreswitz
| Lage                              | Objekt                                                    | Beschreibung | Akten-Nr.     | Bild                      |
| --------------------------------- | --------------------------------------------------------- | --- | ------------- | ------------------------- |
| Dorfstraße (Standort)             | Heiligenfigur                                             | Heiliger Johannes von Nepomuk, Werkstein, auf geschweiftem, mehrstufigen Sockel, wohl Mitte 18. Jahrhundert. | D-3-74-137-22 | Heiligenfigur             |
| Kirchplatz (Standort)             | Katholische Filialkirche St. Mariä Unbefleckte Empfängnis | Saalkirche mit Satteldach, dreiseitig geschlossen, Giebelreiter mit Spitzhelm, neugotisch, 1857–59; mit Ausstattung; Wegkreuz, Gusseisenkruzifix auf Granitsockel mit Postament, Ende 19. Jahrhundert. | D-3-74-137-16 | weitere Bilder            |
| Kirchplatz (Standort)             | Kriegerdenkmal                                            | Granitobelisk mit Balkenkreuzrelief auf Stufenpostament, 1920er Jahre; später für Gefallene des Zweiten Weltkriegs erweitert. | D-3-74-137-21 | Kriegerdenkmal            |
| Kreisstraße 37 (Standort)         | Bildstock                                                 | Toskanische Säule auf Würfelpostament, Granit, bezeichnet mit „1717“, Gusseisenkruzifix wohl 19. Jahrhundert. | D-3-74-137-20 | Bildstock                 |
| Kreisstraße 37 (Standort)         | Wegkapelle St. Sebastian                                  | Saalbau mit Steildach und Putzstreifengliederungen, dreiseitig geschlossen, 18. Jahrhundert; mit Ausstattung. | D-3-74-137-19 | weitere Bilder            |
| Schlosshof 1 (Standort)           | Burg                                                      | Zweigeschossige unregelmäßige Mehrflügelanlage um einen geschlossenen Innenhof, Bruchstein mit Eckquaderungen und Ziegelergänzungen, nach Brand von 1634 in mehreren Abschnitten neu errichtet, Nordportal bezeichnet mit „1786“, Reste der gotischen Schlosskapelle im Nordosten; Ökonomiegebäude mit Stadel, eingeschossiger Walmdachbau, wohl 17./18. Jahrhundert. | D-3-74-137-17 | weitere Bilder            |
| Tonbühl (Standort)                | Grenzstein                                                | Mit Waldauer und Pfälzer Wappen, Granit, wohl erste Hälfte 16. Jahrhundert. An der Grenze zur Stadt Vohenstrauß. | D-3-74-162-61 | BW                        |
| Untere Pfreimdstraße 1 (Standort) | Wohnhaus, ehemalige Mühle                                 | Zweigeschossiger Halbwalmdachbau mit neubarocker Fassadengliederung, zweite Hälfte 19. Jahrhundert, im Kern wohl älter. | D-3-74-137-18 | Wohnhaus, ehemalige Mühle |

### Etzgersrieth
| Lage                       | Objekt                       | Beschreibung | Akten-Nr.     | Bild           |
| -------------------------- | ---------------------------- | --- | ------------- | -------------- |
| Am Kreuz (Standort)        | Wegkreuz                     | Gusseisenkruzifix mit trauernder Muttergottes, auf profiliertem Granitsockel, bezeichnet mit „1909“. | D-3-74-137-48 | weitere Bilder |
| Am Kreuz (Standort)        | Wegkreuz                     | Gusseisenkruzifix, um 1900, Granitsockel mit Inschrift, bezeichnet mit „1938“; drei Totenbretter, Holz, 19./20. Jahrhundert. | D-3-74-137-28 | weitere Bilder |
| Etzgersrieth 33 (Standort) | Katholische Kirche St. Georg | Saalkirche mit Walmdach und eingezogenem Rechteckchor, wohl Mitte 18. Jahrhundert, 1839 erneuert, Flankenturm aus Bossenquadern mit Spitzhelm, um 1900; mit Ausstattung; Friedhofskreuz, Gusseisenkruzifix auf gestuftem Granitsockel, um 1900. | D-3-74-137-23 | weitere Bilder |
| Etzgersrieth 33 (Standort) | Steinkreuz                   | nachmittelalterlich; an der Friedhofsmauer. | D-3-74-137-25 | weitere Bilder |
| Etzgersrieth 43 (Standort) | Kruzifix                     | Holzkreuz mit farbig gefasster Gusseisenfigur, daneben trauernde Muttergottes, Gusseisen an Holzschaft, Figuren wohl zweite Hälfte 19. Jahrhundert, Tragehölzer erneuert.                                                                       | D-3-74-137-29 | weitere Bilder |
| Etzgersrieth 46 (Standort) | Bildstock                    | Granitschaft, Laterne mit eingetieften Bildfeldern und Gusseisenkruzifix, bezeichnet mit „1871“, mit Gusseisen-Kruzifix. | D-3-74-137-27 | weitere Bilder |

### Gaisheim
| Lage                  | Objekt                              | Beschreibung | Akten-Nr.     | Bild           |
| --------------------- | ----------------------------------- | --- | ------------- | -------------- |
| Gaisheim 1 (Standort) | Ehemaliger Edelsitz, später Gasthof | Zweigeschossiger Walmdachbau, westlicher Eingang mit Strebepfeilern, nach Norden Stallteil, im Kern wohl 17. Jahrhundert. | D-3-74-137-30 | weitere Bilder |

### Gebhardsreuth
| Lage                                 | Objekt                                                   | Beschreibung | Akten-Nr.     | Bild           |
| ------------------------------------ | -------------------------------------------------------- | --- | ------------- | -------------- |
| Gebhardsreuth 17 (Standort)          | Ausstattung, Heiligenfiguren und Altar mit heiligem Grab | Holz, farbig gefasst, wohl 19. Jahrhundert; in der 2014 neu errichteten Ortskapelle.                                                | D-3-74-137-32 | BW             |
| Hudläcker (Standort)                 | Bildstock                                                | Schlanker Granitschaft mit abgefasten Kanten, Laterne mit rundbogig geschlossenem Bildfeld und Kreuzaufsatz, bezeichnet mit „1851“. | D-3-74-137-31 | weitere Bilder |
| Straße Grub–Gebhardsreuth (Standort) | Steinkreuz                                               | Granit, wohl nachmittelalterlich.                                                                                                   | D-3-74-137-55 | weitere Bilder |

### Gröbenstädt
| Lage                     | Objekt                                     | Beschreibung | Akten-Nr.     | Bild           |
| ------------------------ | ------------------------------------------ | --- | ------------- | -------------- |
| Gröbenstädt 1 (Standort) | Ehemaliges Hammerhaus, später Glasschleife | Mächtiger zweigeschossiger Halbwalmdachbau mit geohrten Werksteingewänden, bezeichnet mit „1838“; Kapelle, Walmdachbau, dreiseitig geschlossen, bezeichnet 1742. | D-3-74-137-33 | weitere Bilder |

### Grub
| Lage                        | Objekt                                              | Beschreibung | Akten-Nr.     | Bild           |
| --------------------------- | --------------------------------------------------- | --- | ------------- | -------------- |
| Friedhofgasse 21 (Standort) | Katholische Wallfahrtskirche, sogenannte Wieskirche | Saalbau mit Walmdach und eingezogenem korbbogig geschlossenem Chor, 1747–52 von Andreas Dobmeier, Flankenturm mit Zwiebelkuppel und Laterne 1766–69 von Emmeram Gundler; mit Ausstattung. | D-3-74-137-2  | weitere Bilder |
| Grub 10 (Standort)          | Ehemaliges Wohnstallhaus                            | Eingeschossiger Satteldachbau mit Granitgewänden, zum Teil Blockbau, nach Norden Stallteil, wohl 17./18. Jahrhundert.                                                                     | D-3-74-137-34 | weitere Bilder |

### Heumaden
| Lage                   | Objekt                            | Beschreibung                                                                                      | Akten-Nr.     | Bild           |
| ---------------------- | --------------------------------- | ------------------------------------------------------------------------------------------------- | ------------- | -------------- |
| Heumaden 14 (Standort) | Wegkreuz                          | Gusseisenkruzifix, auf geböschtem Granitsockel mit Inschrift, bezeichnet mit „1866“.              | D-3-74-137-36 | weitere Bilder |
| Heumaden 35 (Standort) | Wegkreuz                          | Gusseisenkruzifix, bezeichnet mit „1872“, auf geböschtem Granitsockel, bezeichnet mit „1953“.     | D-3-74-137-56 | weitere Bilder |
| In Heumaden (Standort) | Kapelle St. Leonhard, Ausstattung | Heiligenfiguren, Holz, farbig gefasst, wohl 19. Jahrhundert; in der 1979 errichteten Ortskapelle. | D-3-74-137-35 | weitere Bilder |

### Isgier
| Lage                  | Objekt   | Beschreibung                                                                  | Akten-Nr.     | Bild |
| --------------------- | -------- | ----------------------------------------------------------------------------- | ------------- | ---- |
| Egelwiesen (Standort) | Wegkreuz | Gusseisenkruzifix auf Granitsockel mit Inschrifttafel, bezeichnet mit „1911“. | D-3-74-137-46 | BW   |

### Ödpielmannsberg
| Lage                          | Objekt      | Beschreibung | Akten-Nr.     | Bild           |
| ----------------------------- | ----------- | --- | ------------- | -------------- |
| In Ödpielmannsberg (Standort) | Dorfkreuz   | Gusseisenkruzifix mit trauernder Muttergottes, um 1900, später als Kriegerdenkmal für die Gefallenen beider Weltkriege umgewidmet. | D-3-74-137-38 | weitere Bilder |
| In Ödpielmannsberg (Standort) | Ortskapelle | Satteldachbau, dreiseitig geschlossen, Dachreiter mit Spitzhelm, bezeichnet mit „1777“; mit Ausstattung.                           | D-3-74-137-37 | weitere Bilder |

### Rückersrieth
| Lage                                       | Objekt                   | Beschreibung                                                                                            | Akten-Nr.     | Bild           |
| ------------------------------------------ | ------------------------ | --- | ------------- | -------------- |
| Kirchgassenäcker/Kreisstraße 36 (Standort) | Wegkreuz                 | Gusseisenkruzifix mit trauernder Muttergottes, auf profiliertem Granitsockel mit Blendmaßwerk, um 1900. | D-3-74-137-50 | BW             |
| Rückersrieth 8 (Standort)                  | Dorfkreuz                | Holzkruzifix mit trauernder Muttergottes, farbig gefasst, wohl 19. Jahrhundert.                         | D-3-74-137-40 | weitere Bilder |
| Rückersrieth 12 a (Standort)               | Hausfigur Maria mit Kind | Holz, farbig gefasst, 19. Jahrhundert.                                                                  | D-3-74-137-39 | weitere Bilder |

### Saubersrieth
| Lage                       | Objekt      | Beschreibung | Akten-Nr.     | Bild           |
| -------------------------- | ----------- | --- | ------------- | -------------- |
| In Saubersrieth (Standort) | Ortskapelle | Satteldachbau mit Putzgliederungen, dreiseitig geschlossen, Dachreiter mit Zwiebelhaube, bezeichnet mit „1908“; mit Ausstattung. | D-3-74-137-41 | weitere Bilder |
| Lohe (Standort)            | Wegkreuz    | Gusseisenkruzifix mit trauernder Muttergottes, auf profiliertem Granitsockel, bezeichnet mit „1902“.                             | D-3-74-137-53 | weitere Bilder |
| Saubersrieth 18 (Standort) | Kruzifix    | Holzkruzifix, Christusfigur farbig gefasst, Marienfigur farbig gefasster Stuck, 18./19. Jahrhundert.                             | D-3-74-137-54 | weitere Bilder |

### Tröbes
| Lage                 | Objekt                          | Beschreibung | Akten-Nr.     | Bild           |
| -------------------- | ------------------------------- | --- | ------------- | -------------- |
| In Tröbes (Standort) | Wegkreuz                        | Gusseisenkruzifix, auf profiliertem Granitsockel mit Inschrift, neugotisch, bezeichnet mit „1903“. | D-3-74-137-52 | weitere Bilder |
| Tröbes 18 (Standort) | Bauernhaus                      | Eingeschossiger Steildachbau, nach Osten Greddach, Giebelspitze brettverschalt, 18. Jahrhundert. | D-3-74-137-43 | weitere Bilder |
| Tröbes 41 (Standort) | Katholische Kirche St. Johannes | Saalkirche mit Steildach und eingezogenem Rechteckchor mit Walmdach, Eingangsvorhalle und Strebepfeiler aus bossierten Quadern, 1933/34, Flankenturm mit Spitzhelm 1968 angefügt; mit spätbarocker Figurenausstattung. | D-3-74-137-42 | weitere Bilder |

### Waltenrieth
| Lage                                | Objekt                                | Beschreibung | Akten-Nr.     | Bild           |
| ----------------------------------- | ------------------------------------- | --- | ------------- | -------------- |
| Waltenrieth 1; in Tröbes (Standort) | Ehemaliges Herrenhaus der Hammermühle | Zweigeschossiger Mansardwalmdachbau mit Putzstreifengliederung, nach Osten zwei Hausfiguren in Rundbogennischen, 18. Jahrhundert; Kapelle, Satteldachbau, dreiseitig geschlossen, Dachreiter mit Zwiebelhaube, bezeichnet mit „1826“; mit Ausstattung. | D-3-74-137-44 | weitere Bilder |

## Ehemalige Baudenkmäler
In diesem Abschnitt sind Objekte aufgeführt, die früher einmal in der Denkmalliste eingetragen waren, jetzt aber nicht mehr. Objekte, die in anderem Zusammenhang also z. B. als Teil eines Baudenkmals weiter eingetragen sind, sollen hier nicht aufgeführt werden. Aktennummern in diesem Abschnitt sind ehemalige, jetzt nicht mehr gültige Aktennummern.

| Lage                               | Objekt                                  | Beschreibung                           | Akten-Nr.     | Bild                     |
| ---------------------------------- | --------------------------------------- | -------------------------------------- | ------------- | ------------------------ |
| Moosbach Hauptstraße 14 (Standort) | Geschnitzte Eingangstüre                | Neurenaissance, um 1890.               | D-3-74-137-4  | Geschnitzte Eingangstüre |
| Moosbach Hauptstraße 21 (Standort) | Steinportal mit geschnitzten Türflügeln | Bezeichnet mit „1834“.                 | D-3-74-137-5  | weitere Bilder           |
| Etzgersrieth Bei Kirche ()         | Dorfkreuz mit Holzfiguren               | Mit Holzfiguren, wohl 19. Jahrhundert. | D-3-74-137-24 |                          |
| Etzgersrieth Haus Nummer 21 ()     | Hausfigur St. Georg                     | 19. Jahrhundert.                       | D-3-74-137-26 |                          |